# Pan Zhang y Wang Zhongxian
La historia de Pan Zhang y Wang Zhongxian fue registrada por primera vez en la colección de relatos Taiping Guangji de la dinastía Song. Ubicada a principios de la dinastía Zhou, más precisamente durante el período de los reinos combatientes, narra la historia de amor entre el escritor Pan Zhang (潘章) y su estudiante, Wang Zhongxian (王仲先). La pareja es uno de los primeros ejemplos de relaciones homosexuales de China. Aunque la relación era aceptada por la comunidad y fue comparada con un matrimonio heterosexual, la unión de la pareja no tuvo una ceremonia religiosa.
Pan Zhang, quien provenía del estado Chu, era un afamado escritor ampliamente conocido por su buen porte y bella apariencia. Wang Zhongxian del estado Wu, habiendo oído sobre Pan Zhang, viaja a Chu y solicita estudiar bajo su tutela. Ambos hombres se enamoran a primera vista y su relación duraría por el resto de sus vidas. Se les describe igual de "cariñosos como marido y mujer, compartiendo la misma cama y almohada, albergando una intimidad ilimitada el uno por el otro". Pan Zhang y Wang Zhongxian murieron al mismo tiempo y fueron sepultados juntos por la afligida población local en la cima del monte Luofu. De acuerdo con la leyenda, un árbol creció en el lugar, y todas sus ramas y hojas se entrelanzaban entre sí. La gente lo consideró un milagro y el árbol fue nombrado como "árbol de la almohada compartida".